# Beverly Grant
Beverly Grant, född den 25 september 1970, är en jamaicansk före detta friidrottare som tävlade i kortdistanslöpning.
Grants främsta merit var att hon tillsammans med Beverly McDonald, Merlene Frazer och Juliet Cuthbert ingick i Jamaicas stafettlag på 4 x 100 meter vid VM 1997. Laget slutade på andra plats efter USA på tiden 42,24.

## Personliga rekord
- 100 meter - 11,25 från 1998
- 200 meter - 23,19 från 1999